# Repubblica huzula
La Repubblica huzula fu uno stato di breve durata che sorse poco dopo la fine della Prima guerra mondiale, all'interno della Rutenia subcarpatica. Si formò nel novembre del 1918, tuttavia l'11 giugno 1919 subì l'invasione delle truppe romene nell'ambito della guerra polacco-ucraina e cessò di esistere.

## Storia
Dopo la vittoria della Prima guerra mondiale, con il disfacimento dell'Impero austro-ungarico, nel distretto di Rachiv si formò una repubblica degli Huzuli che aveva come capitale il villaggio di Jasinja sui Carpazi..

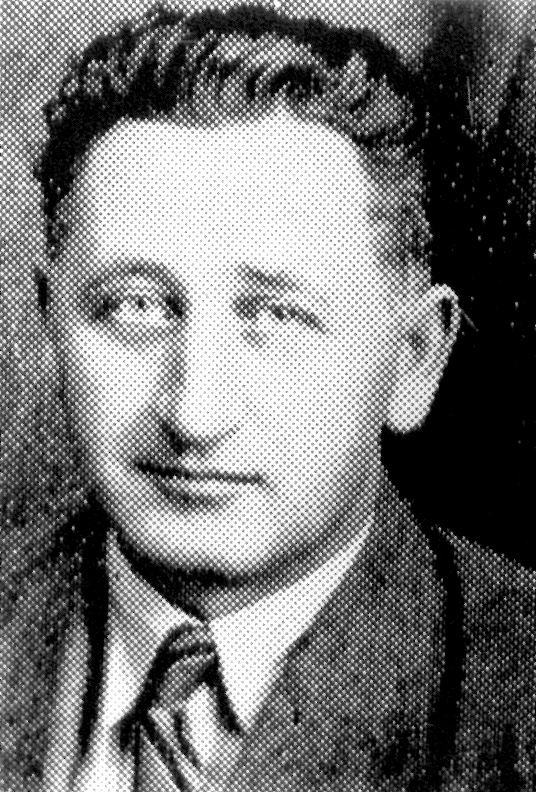
Il presidente della repubblica Stepan Kločurak.

Ai primi di novembre del 1918, a Jasinja fu creato un distaccamento di polizia locale ("Difesa del Popolo"), per impedire il saccheggio dei soldati austro-ungarici che, attraverso il villaggio, tornavano a casa dal fronte orientale. Le truppe (circa 250 soldati) erano guidate da un ufficiale smobilitato dell'esercito austro-ungarico, Stepan Kločurak, uno dei pochi abitanti di Jasinja che avessero un'educazione superiore.
L'8 novembre 1918, nella festa di San Demetrio, in una manifestazione popolare i residenti di Jasinja e dei villaggi vicini dichiararono la Repubblica huzula indipendente ed elessero un Consiglio del Popolo, sotto la presidenza di Stepan Kločurak. Il consiglio era composto da 42 membri - 38 huzuli, 2 tedeschi e 2 ebrei. Il potere esecutivo era affidato al Consiglio centrale, che aveva suoi ministri (della guerra, delle finanze, dell'annona, della silvicoltura, del commercio, dell'istruzione). L'amministrazione ungherese, la gendarmeria e le guardie di frontiera furono sciolte.
La Repubblica huzula aveva intenzione di unirsi alla Repubblica Nazionale dell'Ucraina Occidentale e collaborava attivamente con il suo governo. Il governo della Repubblica Nazionale dell'Ucraina Occidentale ricevette la richiesta degli abitanti di Jasinja di riunirsi con la Repubblica ucraina. Nonostante la Repubblica Nazionale dell'Ucraina Occidentale fosse in guerra con la Polonia nel territorio della vicina Galizia, fu promessa assistenza agli abitanti di Jasinja.
I rappresentanti del Consiglio del Popolo presero parte ai congressi di Budapest (10 dicembre) e Sighetu Marmației (18 dicembre), che furono convocati dal governo ungherese per determinare il futuro della Rutenia subcarpatica e si opposero con forza ai tentativi di rendere la repubblica una provincia dell'Ungheria.
Tale posizione non fu accettata dal governo ungherese di Mihály Károlyi. Il 22 dicembre un battaglione di gendarmeria ungherese entrò a Jasinja. Il Consiglio del Popolo operò in clandestinità e preparò una rivolta per il Natale.
La Repubblica Nazionale dell'Ucraina Occidentale su richiesta degli Huzuli inviò un distaccamento dell'esercito galiziano per liberare Jasinja dalle truppe ungheresi.
La notte tra il 7 gennaio e l'8 gennaio 1919, durante i tradizionali canti natalizi, il popolo si riunì in gruppi armati. Gli huzuli riuscirono a catturare quasi l'intera guarnigione ungherese (circa 500 soldati) e il suo comandante-colonnello.
Compito della "Difesa popolare" era liberare la Rutenia subcarpatica. L'offensiva iniziò il 13 gennaio lungo la ferrovia Jasinja-Sighetu Marmației. La fanteria, coperta da due treni, armata di fucili e mitragliatrici, nel giro di pochi giorni liberò tutti gli insediamenti ungheresi  del distretto di Rachiv e la riva sinistra del fiume Tibisco (ora nel territorio della Romania). Nei villaggi liberati furono nominati comandanti militari. Le istituzioni introdussero la lingua ucraina. Fu iniziata la ricostruzione di ponti e strade. La politica sociale era finalizzata a sostenere le fasce a basso reddito. In particolare, il bestiame e i prodotti provenienti dai depositi militari ungheresi furono distribuiti alle vedove dei soldati e alle famiglie numerose.
Il 13 gennaio l'esercito degli Huzuli lanciò una  campagna attraverso Kvasy e Berlebaš. Qui si trovava il nuovo confine territoriale della Repubblica huzula.

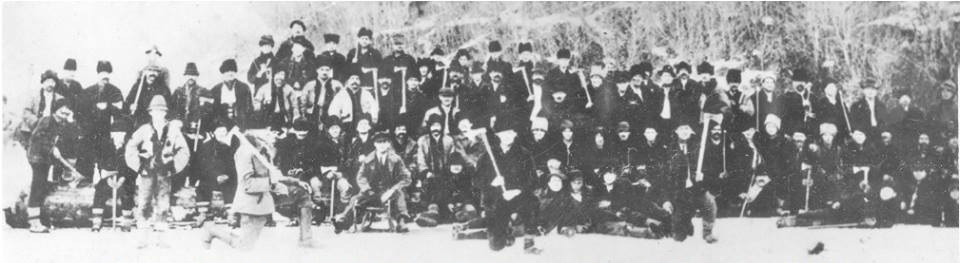
Partecipanti all'insurrezione huzula a Sighetu Marmației nel gennaio del 1919.

La sera del 16 gennaio, dopo la battaglia alle porte della città - alla stazione ferroviaria di Komora - fu presa la città di Sighetu Marmației. La popolazione ucraina, ungherese ed ebraica espose bandiere gialloblù alle finestre. L'esercito avanzò per evitare che gli ungheresi disperdessero il congresso di tutti i Carpazi previsto a Chust per il 21 gennaio. L'incontro ebbe luogo: 420 delegati votarono per l'annessione della Rutenia subcarpatica alla Repubblica Nazionale dell'Ucraina Occidentale. Tuttavia, gli avamposti della "Difesa del Popolo" a 10-12 chilometri da Sighetu Marmației il 17 gennaio furono attaccati dalla divisione romena di stanza a Baia Mare. Le forze erano diseguali. La mattina del 18 gennaio da Sighetu Marmației partì un treno che trasportava le truppe huzule in ritirata. Nella battaglia, ci furono 18 caduti, 39 feriti fra gli huzuli e molti furono fatti prigionieri.
Incoraggiati dagli eventi di Sighetu Marmației, gli ungheresi del posto si ribellarono. Il 19 gennaio a Rachiv il comandante P. Popenko fu ucciso e il centro della città fu occupato. Ma in quei frangenti arrivò alla stazione il treno con l'esercito huzulo che si ritirava da Sighetu Marmației. I ribelli ungheresi furono dispersi. Tuttavia, gli huzuli dovettero abbandonare Rachiv che divenne una zona cuscinetto tra il territorio occupato dai romeni e la Repubblica huzula. Gli ultimi avamposti huzuli si trovavano nel sobborgo di Usteriki.
La Repubblica huzula iniziò allora una politica pacifica. Curando la silvicoltura, la repubblica commerciava con l'Ucraina occidentale. In cambio di legname otteneva, oltre a contanti, cibo, cherosene, fiammiferi, libri, ecc. I residenti più poveri ricevevano sovvenzioni. C'erano treni giornalieri per Stanislav e Kolomyja. Nelle scuole, l'istruzione era impartita in ucraino e i pensionati ricevevano la loro pensione.
Durante la Guerra polacco-ucraina, la Polonia aveva come alleato il regno di Romania. Le truppe romene stavano avanzando rapidamente nella Bucovina settentrionale, e l'esercito galiziano non fu in grado di fermarle. Dopo l'occupazione della Bucovina settentrionale, l'esercito romeno si rivolse alla Rutenia subcarpatica.
La successiva spedizione degli huzuli a Sighetu Marmației si concluse con una nuova sconfitta.
Nel maggio del 1919, i polacchi sbaragliarono le truppe ucraine stanziati nei Carpazi e la Repubblica huzula perse così la sua copertura da oriente. Allo stesso tempo, le truppe romene si trasferirono nel territorio huzulo: secondo la decisione del Consiglio del Popolo, gli huzuli non contrastarono gli occupanti. I rumeni occuparono tutto il comitato di Máramaros. Entrarono a Jasinja l'11 giugno 1919.
La decisione di arrendersi senza combattere fu adottata perché i romeni non avevano dato segni di repressione. La repressione l'iniziò l'11 giugno 1919, quando i romeni appresero della volontà della Rutenia subcarpatica di far parte della Cecoslovacchia, visto che un'annessione all'Ucraina era tecnicamente impossibile. A questo punto la maggior parte dei deputati del Consiglio del Popolo e del Consiglio centrale furono arrestati. Ma la popolarità di queste persone era così alta che i romeni preferirono rilasciarli, ad eccezione di Stepan Kločurak.
Il 10 settembre 1919, in forza del trattato di Saint-Germain, il territorio della Repubblica huzula divenne parte della Cecoslovacchia. L'esercito cecoslovacco arrivò il 30 agosto 1920, sostituendosi ai romeni, ma per breve tempo a Jasinja ci fu l'autogoverno degli ex leader del Consiglio centrale.